# Hans Bräunlich
Hans Bräunlich (* 29. Februar 1940 in Berlin; † 5. Mai 2025 ebenda) war ein deutscher Dramaturg und Hörspielautor.

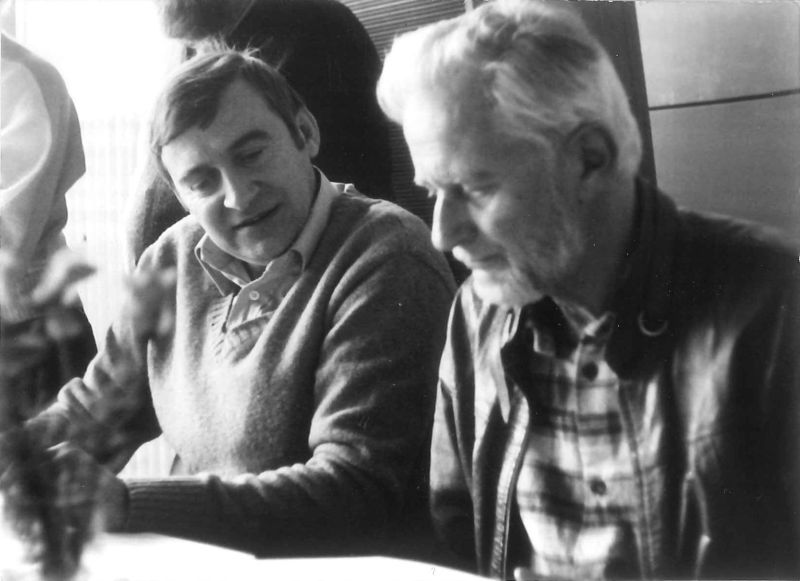
Hans Bräunlich (links) zusammen mit dem Regisseur Fritz Göhler im Funkhaus Nalepastraße.

## Leben und Wirken
Nach dem Schulabschluss und einer Lehre arbeitete Hans Bräunlich als Buchhändler und begann nach einem Hochschulstudium mit dem Abschluss als Diplom-Kulturwissenschaftler 1965 eine Tätigkeit als Hörspieldramaturg in der Hauptabteilung Funkdramatik beim DDR-Rundfunk. Dort im Funkhaus in der Berliner Nalepastraße leitete er von 1990 bis 1994 den Hörspielbereich für das Funkhaus Berlin bzw. den Deutschlandsender Kultur und schloss seine Dramaturgen-Tätigkeit 1995 im Bereich Künstlerisches Wort beim DeutschlandRadio Berlin ab.
Hans Bräunlich war Autor zahlreicher Original-Hörspiele, Kurzhörspiele sowie Hörspielbearbeitungen von Prosa- und dramatischen Werken. Außerdem schrieb er Szenarien für Fernsehspiele, szenische Collagen für Schallplatte, Radio und Theater und war Mitarbeiter an der Bühnenfassung von Brigitte Reimanns Roman Franziska Linkerhand.
Unter dem Pseudonym John U. Brownman veröffentlichte er beim Kinderbuchverlag der DDR gemeinsam mit Hans-Ulrich Lüdemann zwei Kinderbücher.

## Hörspiele und Hörspielbearbeitungen (Auswahl)
- 1970: Gespräche an einem langen Tag (Autorenkollektiv – Co-Autor) – Regie: Detlef Kurzweg (Hörspiel – Rundfunk der DDR)
- 1976: Gefahr ist mein Geschäft nach Raymond Chandler – Regie: Werner Grunow (Kriminalhörspiel – Rundfunk der DDR)
- 1977: Inspektor Bradley und der Zufall – Regie: Walter Niklaus (Kriminalhörspiel – Rundfunk der DDR)
- 1982: Der Freund – Chronik einer späten Zuneigung (Goethe-Schiller), Musik: Friedrich Schenker, Regie: Horst Liepach (Rundfunk der DDR)
- 1982: Der arme Heinrich oder Ein Mensch ist zu verkaufen nach Louis Fürnberg, Musik: Peter Gotthardt, Regie: Horst Liepach (Rundfunk der DDR)
- 1987: Befehl vor Dienstantritt – Regie: Fritz Göhler (Hörspiel – Rundfunk der DDR)
- 1983: Windstille oder Triumph von Zeit und Wahrheit, zusammen mit Till Sailer, Musik: Ruth Zechlin, Regie: Fritz Göhler (Rundfunk der DDR)[4]
- 1985: Gewaltmarsch, Musik: Jürgen Ecke, Regie: Fritz Göhler (Rundfunk der DDR)
- 1985: Inspektor Bradley und die Macht der Literatur, Regie: Günter Bormann (Kriminalhörspiel – Rundfunk der DDR)
- 1999: Erich Kästner – Leben ohne Zeitverlust – Eine Werk-Collage, Redaktion und Regie: Michael Peter (BR/MDR/SR)
- 2000: Wenn ich mich in deine Stimme einhülle, bist du ganz bei mir – Lotte Lenya und Kurt Weill, Redaktion und Regie: Michael Peter (BR/MDR/ORF)
- 2006: Wespen im Schnee – Gisela Elsner und Klaus Roehler, Regie: Götz Fritsch, MDR

## Preise
- 1984 Hörspielautoren-Preis (zusammen mit Till Sailer) des DDR-Rundfunks für Windstille oder Triumph von Zeit und Wahrheit (über Georg Friedrich Händel)
- 1984 OIRT-Hörspielpreis für Der arme Heinrich oder Ein Mensch ist zu verkaufen (nach Louis Fürnberg)
- 1986 Hörspiel-Sonderpreis für Gewaltmarsch (über den Dichter Miklós Radnóti)